# 애틀랜타 리듬 섹션

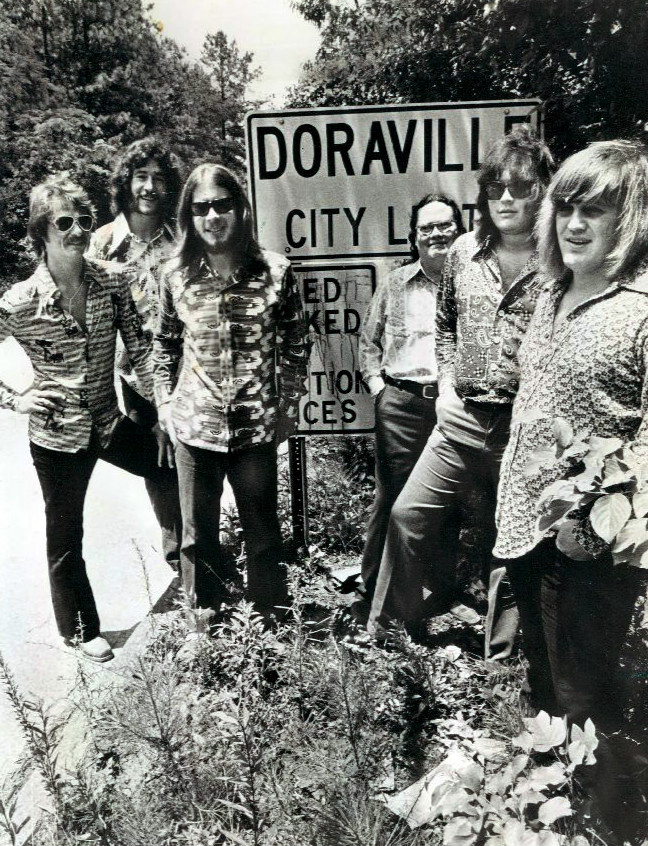

애틀랜타 리듬 섹션(Atlanta Rhythm Section) 또는 ARS는 1970년 로드니 후스토(Rodney Justo, 보컬), 배리 베일리(Barry Bailey, 기타), 폴 고다드(Paul Goddard, 베이스), 딘 도트리(Dean Daughtry, 키보드), 로버트 닉스(Robert Nix, 드럼) 및 J. R. 코브(J. R. Cobb, 기타)가 결성한 미국의 서던 록 밴드이다. 이 밴드는 1972년~1982년 로니 하먼드(Ronnie Hammond)가 리드 싱어로 참여하면서 차트에서 가장 큰 성공을 거두었다. 하먼드는 1988년~2001년에 다시 돌아왔다. 이 밴드의 현재 라인업은 후스토, 기타리스트 데이비드 앤더슨(David Anderson)과 스티브 스톤(Steve Stone), 키보디스트 리 쉴리(Lee Shealy), 베이시스트 저스틴 센커(Justin Senker), 드러머 로저 스테판(Rodger Stephan)으로 구성되어 있다.

## 음반
- Atlanta Rhythm Section (1972)
- Back Up Against the Wall (1973)
- Third Annual Pipe Dream (1974)
- Dog Days (1975)
- Red Tape (1976)
- A Rock and Roll Alternative (1976)
- Champagne Jam (1978)
- Underdog (1979)
- Are You Ready (1979)
- The Boys from Doraville (1980)
- Quinella (1981)
- Truth in a Structured Form (1989)
- Partly Plugged (1997)
- Eufaula (1999)
- Sleep with One Eye Open – The Unreleased Album From 1983 (2010)
- With All Due Respect (2011)
- From The Vaults (2012)